# Prison de Wormwood Scrubs
HM Prison Wormwood Scrubs
La prison de Wormwood Scrubs (en anglais : HM Prison Wormwood Scrubs) est une prison britannique pour hommes de catégorie B située dans le district de Hammersmith et Fulham à Londres. Fonctionnant depuis 1875, elle est souvent surnommée « the Scrubs » (« les Broussailles »). 
Basil Thomson en fut notamment le directeur.

## Détenus notables
- L'espion George Blake ;
- L'homme d'affaire, journaliste et homme politique Horatio Bottomley ;
- Le poète moderniste britannique Basil Bunting en 1919 ;
- Le physicien allemand Klaus Fuchs entre 1950 et 1959 ;
- Owen Philipps, protagoniste principal de l'Affaire de la Royal Mail ;

## Bâtiments
|  |  |